# Junik
Junik (serb. – cyrylica Јуник, alb. Junik albo Juniku) – miasto i gmina Junik w zachodnim Kosowie (region Peć), zamieszkane przez Albańczyków. Liczy 10 000 mieszkańców. Burmistrzem miasta jest Tahir Isufaj.